# سانچور
سانچور (به انگلیسی: Sanchore) یک منطقهٔ مسکونی در هند است که در بخش جالور واقع شده‌است. سانچور ۳۲٬۸۷۵ نفر جمعیت دارد و ۵۲ متر بالاتر از سطح دریا واقع شده‌است.